# 교겐

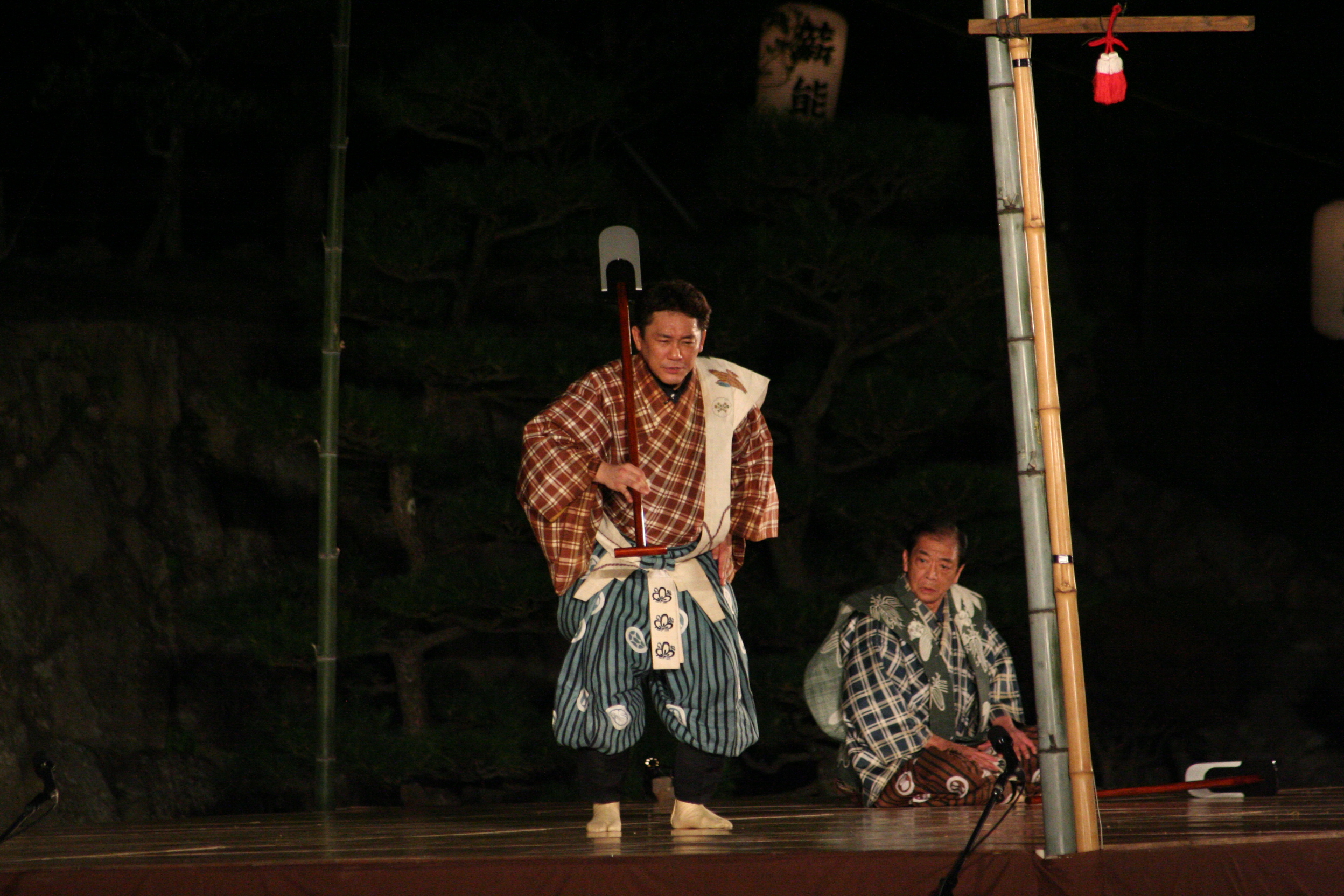
교겐 《미즈가케무코(水掛聟)》

교겐(일본어: 狂言)은 일본의 전통 희극(喜劇)이다. 일본의 전통 예능인 노가쿠(能樂)의 하나로, 원래 이름은 사루가쿠 교겐이다.
노의 대성자 제아미(世阿彌)의 시대부터 노와 같은 무대에서 병연(倂演)되어 발달된 것으로 독특한 풍자와 박력있는 연기, 세련된 형식이 특징이다. 대본집으로는 《교겐키(狂言記)》 등이 있다.

## 특색
교겐은 대사극(臺詞劇)으로서 노와는 다르며, 두 사람의 (때로는 보다 더 많은 수의 인물의) 대립·갈등으로 전개해 나가는 연극이다. 갈등이라고는 하나 근대 연극의 그것과는 전혀 다르며, 세련된 인공적 요소마저 가미된 대화 형식에 의한 경묘(輕妙)하고도 소탈한 기지에 넘친 웃음을 자아내는 것이 주임은 말할 나위도 없다. 그러나 가무의 요소가 아주 없는 것은 아니며, 정취를 더하기 위해 군데군데에 교겐요(狂言謠)라고 총칭되는 가요가 들어 있고, 그 노래에 맞춰서 춤추는 경우도 자주 보게 된다. 이런 경우도 노와는 달라, '시테(주인공)'나 '아도'(조연으로 노의 '와키' 역)와는 무게로는 다소 차이가 있을지라도 어느 한쪽이 한쪽을 완전히 이끌어주는 역(役)이 되는 일은 없다.

## 가면
교겐엔 사실적인 연기가 필요하며, 가면을 사용하지 않는 것이 원칙이지만, 노인이나 추녀(醜女), 그 밖에 이상한 모습을 나타내기 위해서는 가면의 사용이 불가피해진다. 노의 가면에 비해 사실미가 더해지고, 말할 수 없는 우스꽝스러운 모습을 하고 있다.

## 같이 보기
- 만자이